# Dasyvalgus bipustulatus
Dasyvalgus bipustulatus är en skalbaggsart som beskrevs av Moser 1904. Dasyvalgus bipustulatus ingår i släktet Dasyvalgus och familjen Cetoniidae. Inga underarter finns listade i Catalogue of Life.